# Sh2-224
Sh2-224是一個超新星遺跡，位於明亮的御夫座的主星五車二南方3.5°之處，由兩根細的星雲細絲組成，其中最顯眼的是西北方向的細絲，向無線電波源中心延伸20' x 30'，而無線電波源的尺寸為70'x75'。由於處於天球北部，因此很容易觀測到它，尤其是在北半球地區，一年中的大多數夜晚都可以在高空看到它。
該物體形狀不尋常，具有半徑約為25秒差距的殼結構，正在與溫度高於周圍環境的星際介質中的空腔相互作用，呈弓形；這種構象表明，西南方向的超新星遺跡與空腔接觸，首先變形並與該結構相互作用，然後在其內部膨脹並產生更大的傳播波，從而在最西端形成可見的拱形結構。該結構距離太陽系估計為14,700光年，位於英仙臂的外圍區域。
天文學家透過X射線研究，確定該結構的年齡介於13,000年至24,000年之間。